# Мейреллис, Лука
Лука Оливейра Мейреллис (порт.-браз. Luca Oliveira Meirelles; родился 15 марта 2007, Гояния, Бразилия) — бразильский футболист, нападающий клуба «Сантос».

## Клубная карьера
Воспитанник академии «Сантоса», 20 июля 2023 года Мейреллис подписал свой первый профессиональный контракт с клубом. 17 ноября 2024 года дебютировал за основную команду «Сантоса», выйдя на замену в матче Серии B против КРБ. 30 марта 2025 года вышел на замену в матче против клуба «Васко да Гама», впервые сыграв в Серии A.

## Карьера в сборной
Выступал за сборную Бразилии до 17 лет.